# Mason Phelps
Mason Elliott Phelps (7 de dezembro de 1885 — 2 de setembro de 1945) foi um golfista norte-americano que representou os Estados Unidos no golfe nos Jogos Olímpicos de Verão de 1904 conquistando a medalha de ouro na prova por equipes. Na competição individual, ele terminou em sexto da qualificação e foi eliminado nas quartas de final do jogo por buraco.